# Jeremy Ebobisse
Jeremy Edward Nirina Ebobisse Ebolo (ur. 14 lutego 1997 w Paryżu) – amerykański piłkarz występujący na pozycji napastnika w amerykańskim klubie Portland Timbers oraz w reprezentacji Stanów Zjednoczonych.

## Kariera klubowa

### Charleston Battery
22 sierpnia 2016 przeszedł do zespołu Charleston Battery. Zadebiutował 4 września 2016 w meczu USL Championship przeciwko Rochester Rhinos (1:2). Pierwszą bramkę zdobył 7 września 2016 w meczu ligowym przeciwko FC Montreal (2:1).

### Portland Timbers
13 stycznia 2017 podpisał kontrakt z klubem Portland Timbers. Zadebiutował 7 maja 2017 w meczu Major League Soccer przeciwko San Jose Earthquakes (3:0). Pierwszą bramkę zdobył 24 lipca 2017 w meczu ligowym przeciwko Vancouver Whitecaps FC (1:2). 6 maja 2021 zadebiutował w Lidze Mistrzów CONCACAF w meczu przeciwko Club América (3:1).

## Kariera reprezentacyjna

### Stany Zjednoczone U-20
W 2016 roku otrzymał powołanie do reprezentacji Stanów Zjednoczonych U-20. Zadebiutował 30 czerwca 2016 w meczu towarzyskim przeciwko reprezentacji Kostaryki U-20 (2:0), w którym zdobył swoją pierwszą bramkę. W 2017 roku otrzymał powołanie na Mistrzostwa CONCACAF U-20 2017, na których zadebiutował 18 lutego 2017 w meczu fazy grupowej przeciwko reprezentacji Panamy U-20 (0:1). 5 marca 2017 wystąpił w finale Mistrzostw CONCACAF U-20 2017 przeciwko reprezentacji Hondurasu U-20 (0:0 k. 5:3), który jego zespół wygrał i zdobył złoty medal. 9 maja 2015 otrzymał powołanie na Mistrzostwa Świata U-20 2017, na których zadebiutował 25 maja 2017 w meczu fazy grupowej przeciwko reprezentacji Senegalu U-20 (0:1). Pierwszą bramkę na Mistrzostwach Świata U-20 2017 zdobył 1 czerwca 2017 w meczu ćwierćfinału przeciwko reprezentacji Nowej Zelandii U-20 (6:0).

### Stany Zjednoczone U-23
W 2019 roku otrzymał powołanie do reprezentacji Stanów Zjednoczonych U-23. Zadebiutował 22 marca 2019 w meczu towarzyskim przeciwko reprezentacji Egiptu U-23 (0:2).

### Stany Zjednoczone
W 2019 roku otrzymał powołanie do reprezentacji Stanów Zjednoczonych. Zadebiutował 28 stycznia 2019 w meczu towarzyskim przeciwko reprezentacji Panamy (3:0).

## Statystyki

### Klubowe
(aktualne na dzień 27 czerwca 2021)
| Klub               | Sezon              | Liga                | Liga  | Liga   | Puchar kraju | Puchar kraju | CONCACAF | CONCACAF | Suma  | Suma   |
| Klub               | Sezon              | Liga                | Mecze | Bramki | Mecze        | Bramki       | Mecze    | Bramki   | Mecze | Bramki |
| ------------------ | ------------------ | ------------------- | ----- | ------ | ------------ | ------------ | -------- | -------- | ----- | ------ |
| Charleston Battery | 2016               | USL Championship    | 5     | 1      | 0            | 0            | –        | –        | 5     | 1      |
| Charleston Battery | Ogólnie            | Ogólnie             | 5     | 1      | 0            | 0            | 0        | 0        | 5     | 1      |
| Portland Timbers   | 2017               | Major League Soccer | 16    | 1      | 1            | 0            | 0        | 0        | 17    | 1      |
| Portland Timbers   | 2018               | Major League Soccer | 15    | 3      | 1            | 1            | –        | –        | 16    | 4      |
| Portland Timbers   | 2019               | Major League Soccer | 35    | 11     | 4            | 1            | –        | –        | 39    | 12     |
| Portland Timbers   | 2020               | Major League Soccer | 23    | 9      | –            | –            | –        | –        | 23    | 9      |
| Portland Timbers   | 2021               | Major League Soccer | 8     | 1      | 0            | 0            | 1        | 0        | 9     | 1      |
| Portland Timbers   | Ogólnie            | Ogólnie             | 97    | 25     | 6            | 2            | 1        | 0        | 104   | 27     |
| Ogólnie w karierze | Ogólnie w karierze | Ogólnie w karierze  | 102   | 26     | 6            | 2            | 1        | 0        | 109   | 28     |

### Reprezentacyjne
(aktualne na dzień 27 czerwca 2021)
| Reprezentacja          | Rok     | Mecze | Bramki |
| ---------------------- | ------- | ----- | ------ |
| Stany Zjednoczone U-20 |         |       |        |
| 2016                   | 6       | 5     |        |
| 2017                   | 8       | 2     |        |
| Ogólnie                | Ogólnie | 14    | 7      |
| Stany Zjednoczone U-23 |         |       |        |
| 2019                   | 3       | 0     |        |
| Ogólnie                | Ogólnie | 3     | 0      |
| Stany Zjednoczone      |         |       |        |
| 2019                   | 1       | 0     |        |
| Ogólnie                | Ogólnie | 1     | 0      |

| Mecze i gole w reprezentacji | Mecze i gole w reprezentacji | Mecze i gole w reprezentacji | Mecze i gole w reprezentacji | Mecze i gole w reprezentacji | Mecze i gole w reprezentacji | Mecze i gole w reprezentacji | Mecze i gole w reprezentacji   |
| Stany Zjednoczone U-20       | Stany Zjednoczone U-20       | Stany Zjednoczone U-20       | Stany Zjednoczone U-20       | Stany Zjednoczone U-20       | Stany Zjednoczone U-20       | Stany Zjednoczone U-20       | Stany Zjednoczone U-20         |
| Lp.                          | Data                         | Miejsce                      | Gospodarz                    | Gość                         | Wynik                        | Gol                          | Rozgrywki                      |
| ---------------------------- | ---------------------------- | ---------------------------- | ---------------------------- | ---------------------------- | ---------------------------- | ---------------------------- | ------------------------------ |
| 1.                           | 30.06.2016                   | East Rutherford              | Stany Zjednoczone U-20       | Kostaryka U-20               | 2:0                          | Gol                          | Mecz towarzyski                |
| 2.                           | 05.10.2016                   | Leigh                        | Stany Zjednoczone U-20       | Niemcy U-20                  | 0:1                          |                              | Mecz towarzyski                |
| 3.                           | 07.10.2016                   | Eccles                       | Holandia U-20                | Stany Zjednoczone U-20       | 5:3                          | Gol · Gol · Gol              | Mecz towarzyski                |
| 4.                           | 10.10.2016                   | Rochdale                     | Anglia U-20                  | Stany Zjednoczone U-20       | 2:0                          |                              | Mecz towarzyski                |
| 5.                           | 17.12.2016                   |                              | Kostaryka U-20               | Stany Zjednoczone U-20       | 0:4                          | Gol                          | Mecz towarzyski                |
| 6.                           | 19.12.2016                   |                              | Kostaryka U-20               | Stany Zjednoczone U-20       | 0:0                          |                              | Mecz towarzyski                |
| 7.                           | 18.02.2017                   | San Juan                     | Stany Zjednoczone U-20       | Panama U-20                  | 0:1                          |                              | Mistrzostwa CONCACAF U-20 2017 |
| 8.                           | 21.02.2017                   | San José                     | Stany Zjednoczone U-20       | Haiti U-20                   | 4:1                          |                              | Mistrzostwa CONCACAF U-20 2017 |
| 9.                           | 24.02.2017                   | San Juan                     | Stany Zjednoczone U-20       | Saint Kitts i Nevis U-20     | 4:1                          |                              | Mistrzostwa CONCACAF U-20 2017 |
| 10.                          | 27.02.2017                   | San Juan                     | Stany Zjednoczone U-20       | Meksyk U-20                  | 1:0                          |                              | Mistrzostwa CONCACAF U-20 2017 |
| 11.                          | 05.03.2017                   | San José                     | Stany Zjednoczone U-20       | Honduras U-20                | 0:0 k. 5:3                   |                              | Mistrzostwa CONCACAF U-20 2017 |
| 12.                          | 25.05.2017                   | Inczon                       | Senegal U-20                 | Stany Zjednoczone U-20       | 0:1                          |                              | MŚ U-20 2017                   |
| 13.                          | 01.06.2017                   | Inczon                       | Stany Zjednoczone U-20       | Nowa Zelandia U-20           | 6:0                          | Gol                          | MŚ U-20 2017                   |
| 14.                          | 04.06.2017                   | Jeonju                       | Wenezuela U-20               | Stany Zjednoczone U-20       | 2:1                          | Gol                          | MŚ U-20 2017                   |
| Stany Zjednoczone U-23       |                              |                              |                              |                              |                              |                              |                                |
| Lp.                          | Data                         | Miejsce                      | Gospodarz                    | Gość                         | Wynik                        | Gol                          | Rozgrywki                      |
| 1.                           | 22.03.2019                   | Murcja                       | Stany Zjednoczone U-23       | Egipt U-23                   | 0:2                          |                              | Mecz towarzyski                |
| 2.                           | 24.03.2019                   | Murcja                       | Holandia U-21                | Stany Zjednoczone U-23       | 0:0                          |                              | Mecz towarzyski                |
| 3.                           | 14.11.2019                   |                              | Brazylia U-23                | Stany Zjednoczone U-23       | 1:0                          |                              | Mecz towarzyski                |
| Stany Zjednoczone            |                              |                              |                              |                              |                              |                              |                                |
| Lp.                          | Data                         | Miejsce                      | Gospodarz                    | Gość                         | Wynik                        | Gol                          | Rozgrywki                      |
| 1.                           | 28.01.2019                   | Glendale                     | Stany Zjednoczone            | Panama                       | 3:0                          |                              | Mecz towarzyski                |

## Sukcesy

### Portland Timbers
- Wicemistrzostwo Stanów Zjednoczonych (1×): 2018

### Reprezentacyjne

#### Stany Zjednoczone U-20
- Mistrzostwa CONCACAF U-20 (1×): 2017